# Locketorps kyrka
Locketorps kyrka är en kyrkobyggnad som sedan 2002 tillhör Värings församling (tidigare Locketorps församling) i Skara stift. Den ligger i Nymanstorp i norra delen av Skövde kommun.

## Historia
En tidigare kyrka på platsen var uppförd på 1100-talet men brann ned 8 juli 1896 tillsammans med bondgården på hemmanet Stommen. Den hade på västra gaveln ett lågt ridande trätorn med låg spira, som troligen hade uppförts på 1700-talet. Tidigare fanns en klockstapel.
Elden hade börjat vid gården och gnistor hade via vinden antänt taket till sakristian som sedan spred sig till tornet. Klockorna smälte ner men man lyckades rädda den mindre orgeln, kyrkans arkiv och ljuskronorna. En gravkammare, ca. 200 år gammal,  upptäcktes under den gamla kyrkan innehållande systrarna Karin och Anna Bonde (Karin till Locketorp, (1622-1696) och Anna till Ulvängen, (1632-1711)), upptogs och Kungliga m:t förordnade att densamma skulle bevaras under golvet i den nya kyrkan. Innan en vecka efter branden hade gravkammaren uppbrutits och förövarna hade rotat runt bland kvarlevorna, säkert efter värdesaker.

## Kyrkobyggnaden
Nuvarande kyrka uppfördes 1898 på den brunna kyrkans plats, efter ritningar av Skövdearkitekten Frans Wahlström. Att en ny kyrka skulle uppföras skulle varit redan bestämt innan den gamla kyrkan brann ner, stod i en notis som delades runt bland tidningarna. En annan mer utförlig notis talade om att den gamla kyrkan varit bestämd att ombyggas för att skapa mer plats, en diskussion som pågått länge i församlingen, men att nu branden av en ren händelse möjliggjort tanken på en ny större kyrka. Byggnaden består av ett långhus med flersidigt smalare kor i öster och kyrktorn i väster. I norr finns en flersidig sakristia.
Den ursprungliga interiören är bevarad med synliga takstolar och enhetlig inredning i mörkt trä. Ett korfönster med glasmålning av Bo Beskow tillkom 1957.
På kyrkogården är Skararektorn Sven Hof begravd.

## Inventarier
- En femsidig predikstol med trappa är tillverkad 1898.
- Dopfunten från av brunådrat trä är från 1898. Funten har en sexkantig cuppa som täcks av ett mindre sexkantigt lock.

### Orgel
- Efter branden blev år 1906 en orgel byggd av Carl Axel Härngren. Änkan efter f.d. nämndeman Joh. Pettersson i Nygården, Väring socken, Gustafva Pettersson f. Dahlgren, donerade 3000 kr till den i maj 1904.[7]
- Den ersattes emellertid 1973 av ett nytt mekaniskt verk med ljudande fasad tillverkat av Smedmans Orgelbyggeri. Orgeln har femton stämmor fördelade på två manualer och pedal.[8]

## Exteriörbilder

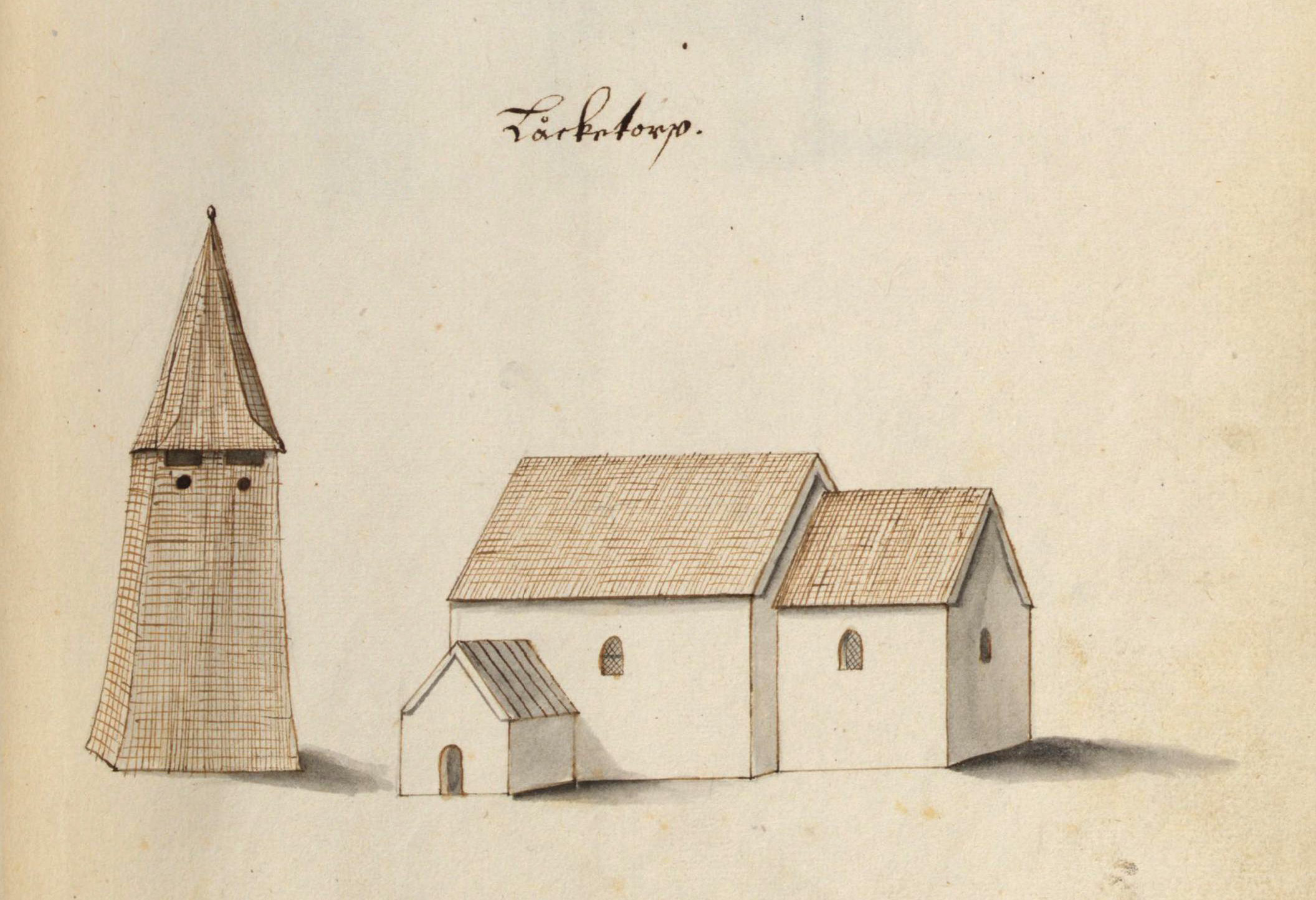
Medeltidskyrkan på teckning omkring 1670.
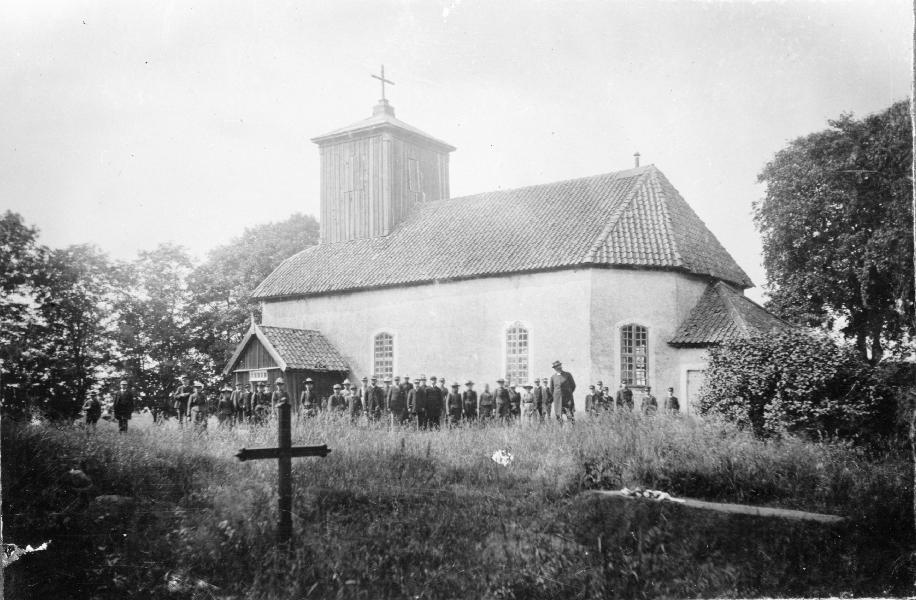
Gamla kyrkan.
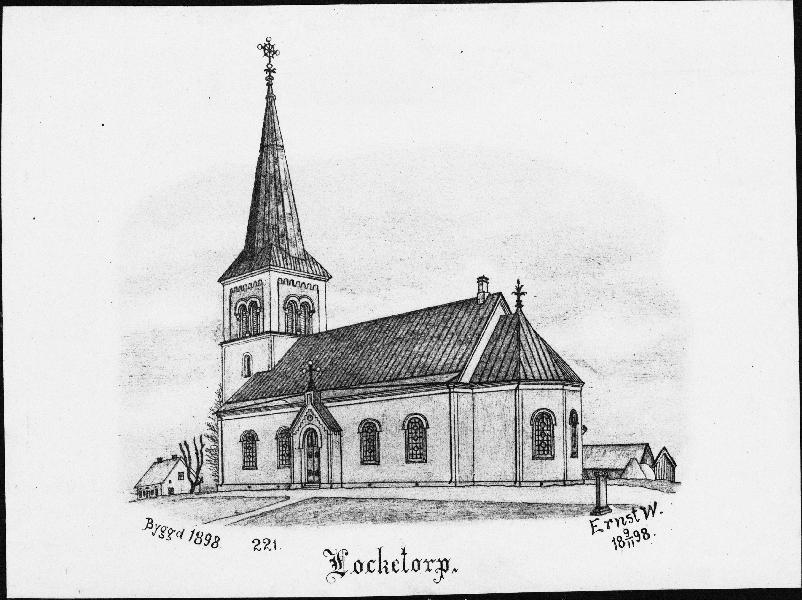
Den nya kyrkan på teckning från 1898.
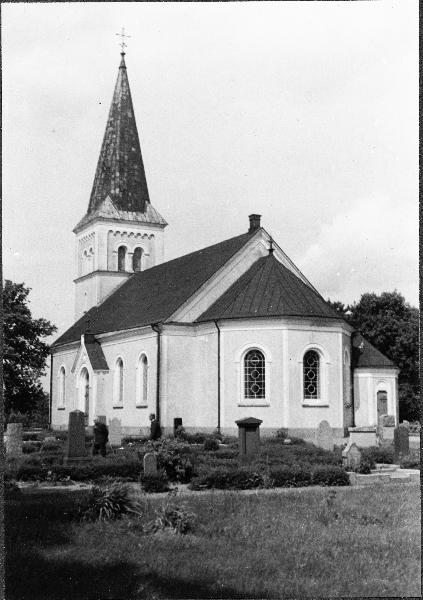
Kyrkan från sydöst, 1950.

## Interiörbilder

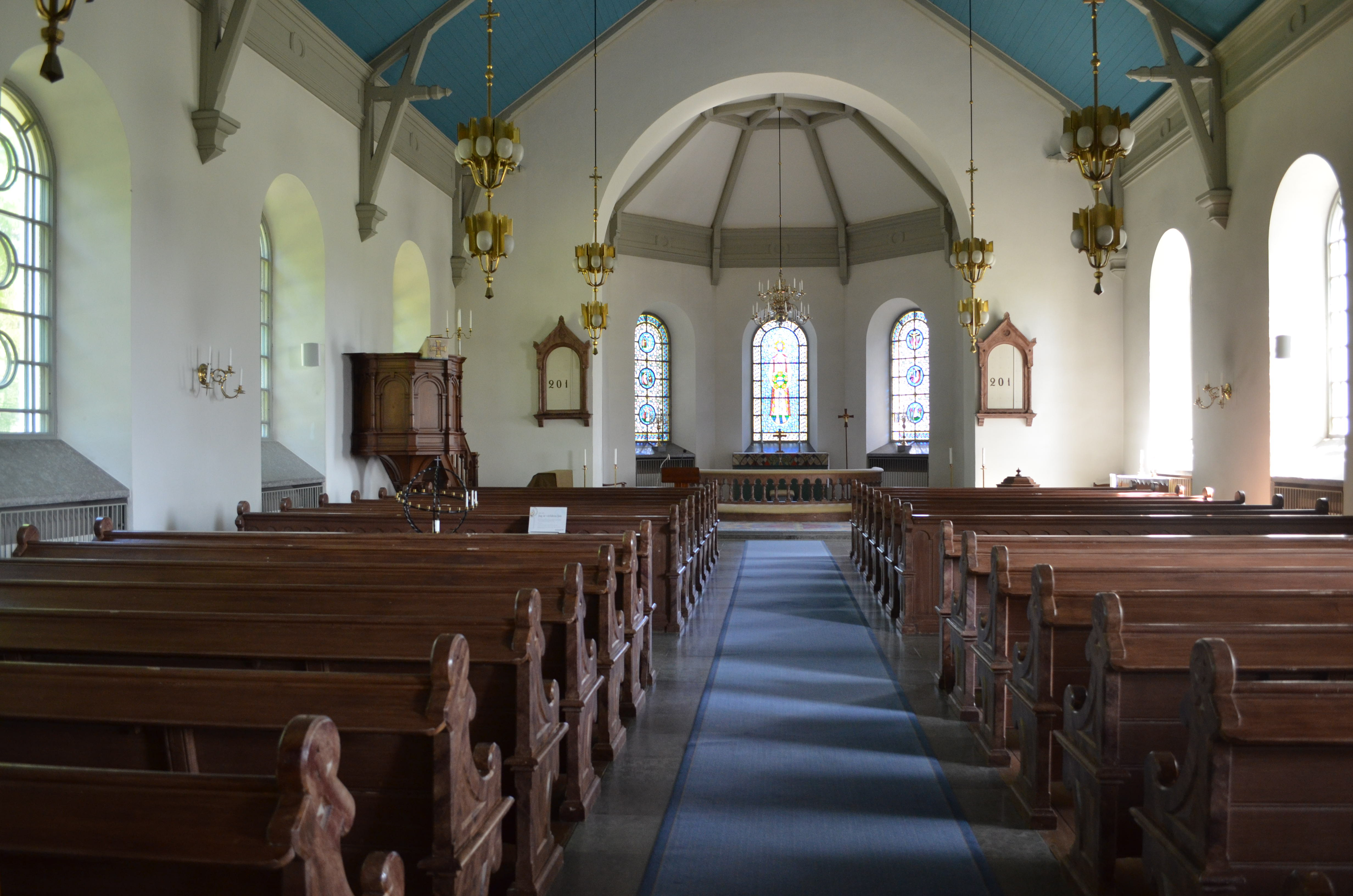
Locketorps kyrkas kyrksal
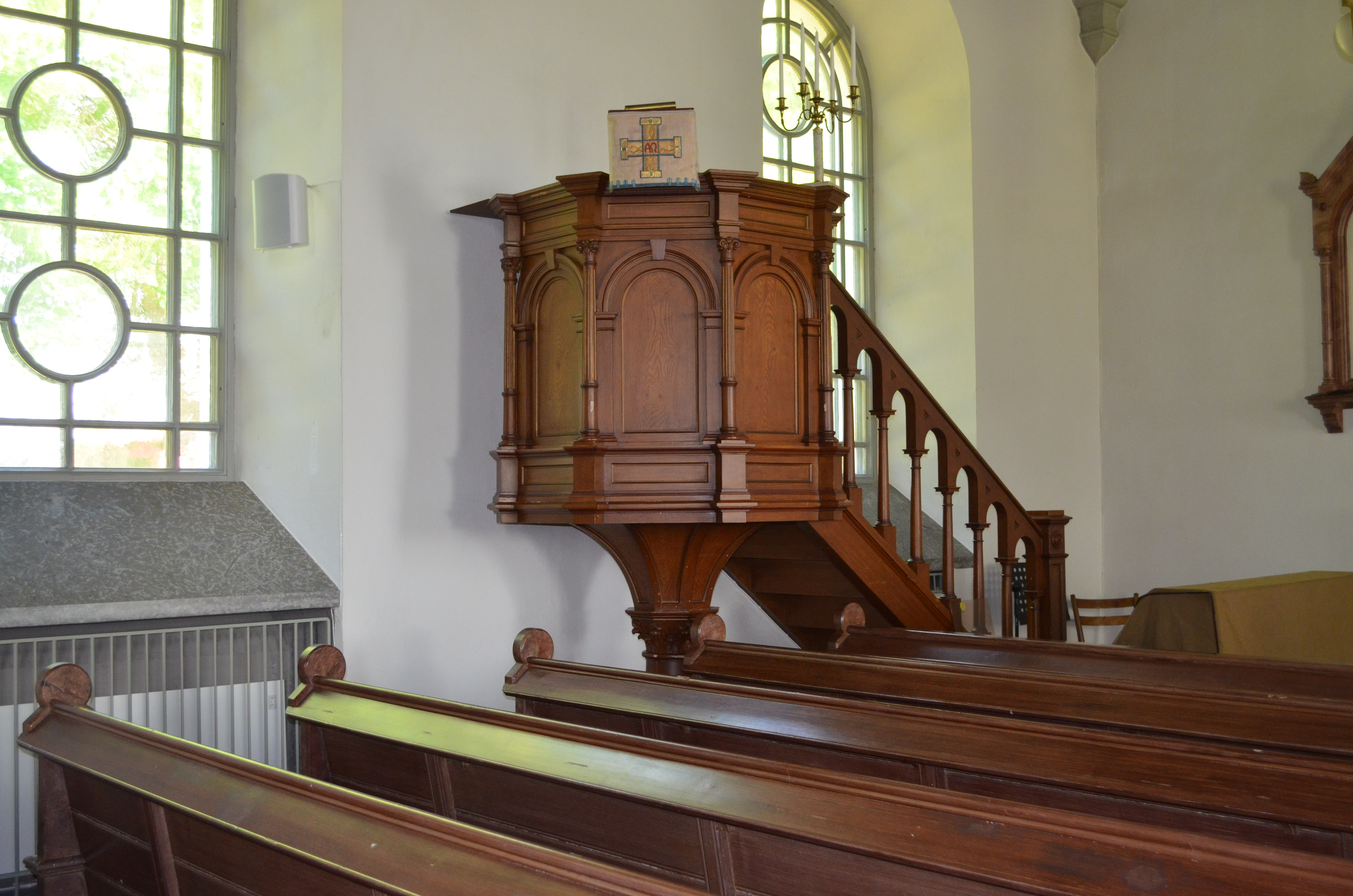
Locketorps kyrkas Predikstol
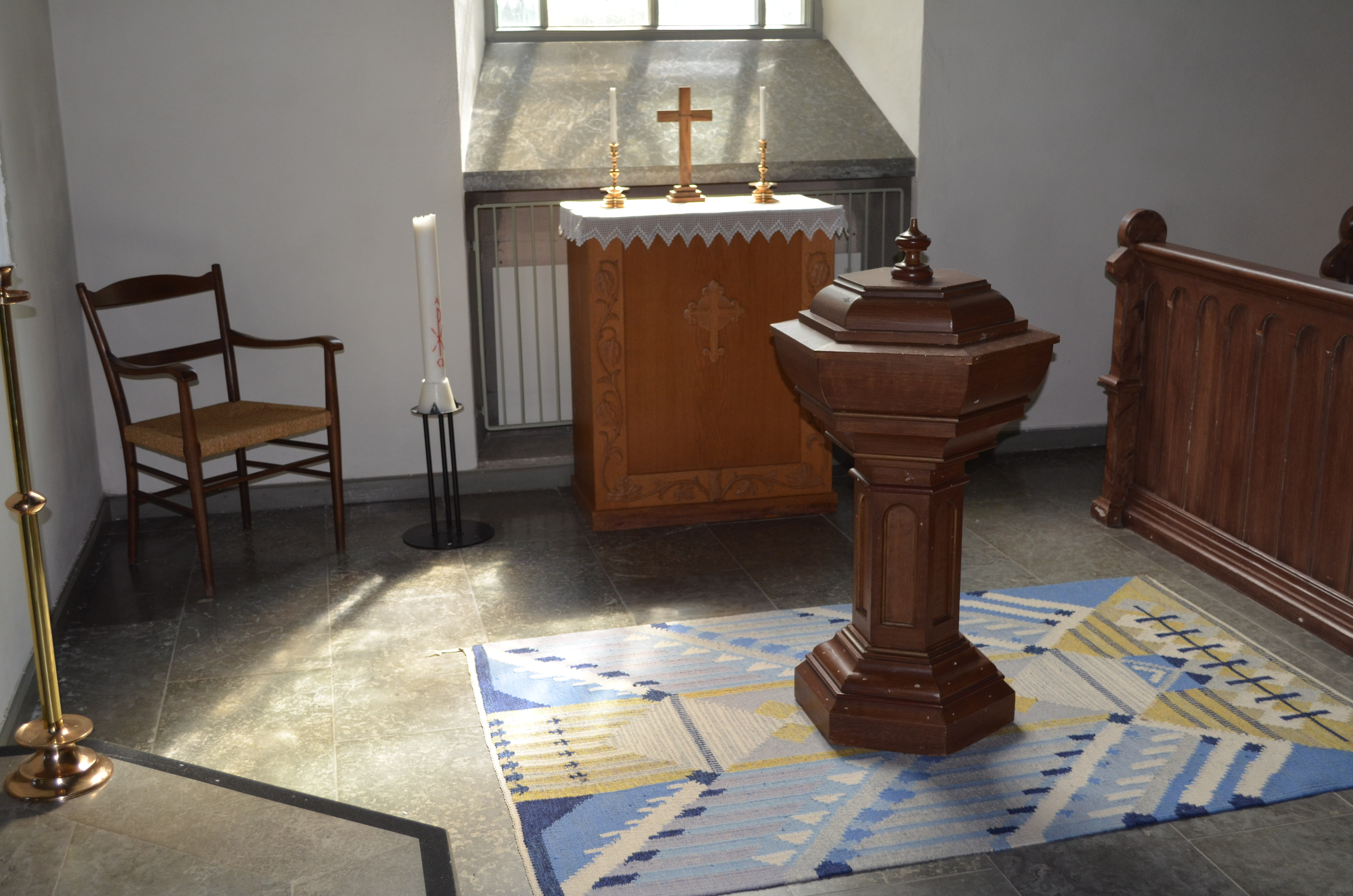
Locketorps kyrkas dopfunt
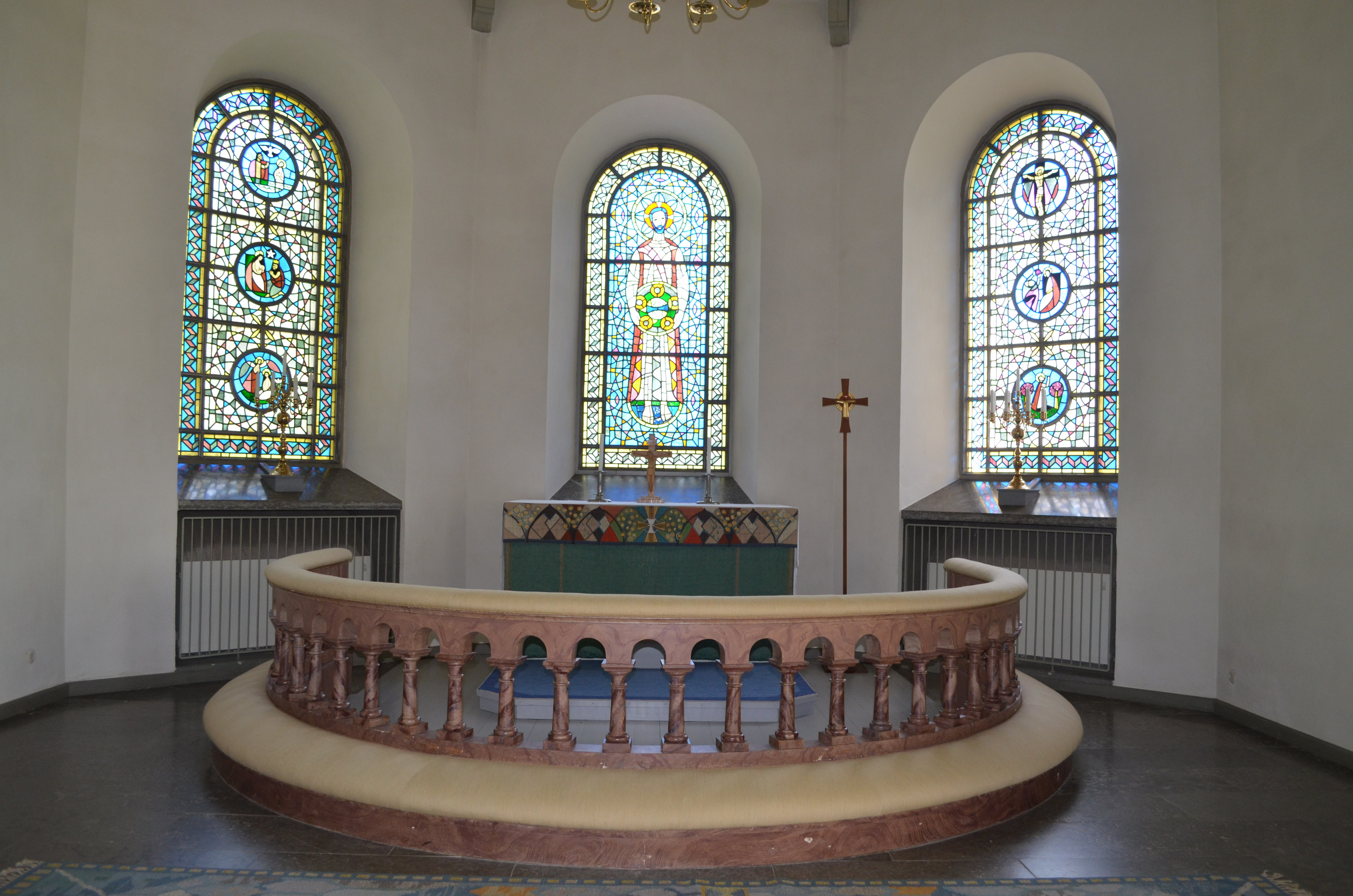
Locketorps kyrkas altare
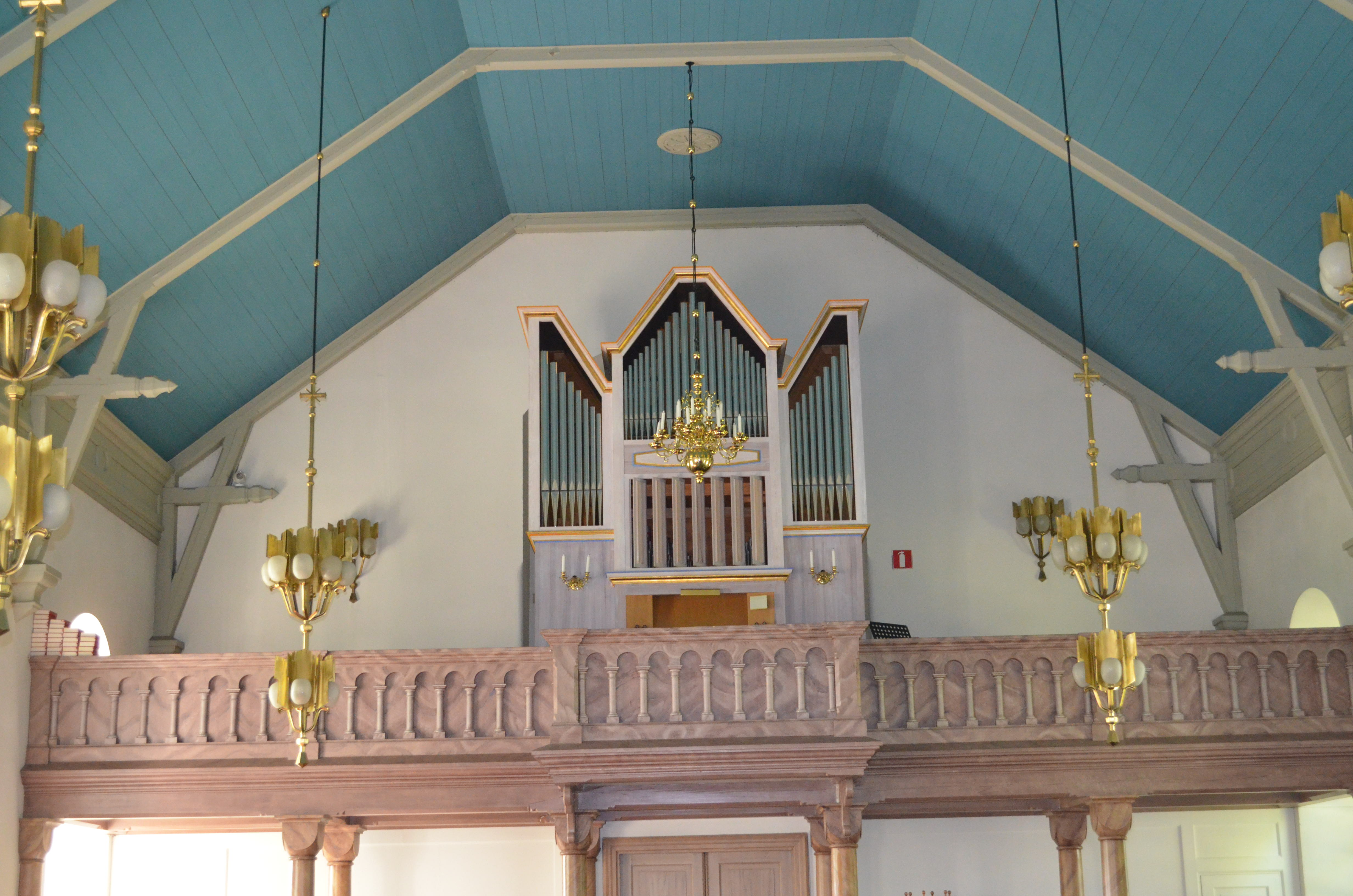
Locketorps kyrkas kyrkorgel